# Žužemberk
Žužemberk (em alemão:  Seisenberg) é um município da Eslovênia. A sede do município fica na localidade de mesmo nome.